# Lubochnia (gmina)
Pour les articles homonymes, voir Lubochnia.
Lubochnia est une gmina rurale du powiat de Tomaszów Mazowiecki, Łódź, dans le centre de la Pologne. Son siège est le village de Lubochnia, qui se situe environ 11 km au nord de Tomaszów Mazowiecki et 45 km au sud-est de la capitale régionale Łódź.
La gmina couvre une superficie de 131,55 km2 pour une population de 7 600 habitants.

## Géographie
La gmina inclut les villages d'Albertów, Brenica, Chrzemce, Cygan, Czółna, Dąbrowa, Dębniak, Emilianów, Glinnik, Henryków, Jasień, Kierz, Kochanów, Kruszewiec, Lubochenek, Lubochnia, Lubochnia Dworska, Lubochnia-Górki, Luboszewy, Małecz, Marianka, Nowy Glinnik, Nowy Jasień, Nowy Olszowiec, Olszowiec, Osiedle Nowy Glinnik, Rzekietka et Tarnowska Wola.
La gmina borde la ville de Tomaszów Mazowiecki et les gminy de Budziszewice, Czerniewice, Inowłódz, Tomaszów Mazowiecki, Ujazd et Żelechlinek.